# Okanogan (Washington)
Okanogan je grad u američkoj saveznoj državi Washington. Prema popisu stanovništva iz 2010. u njemu je živjelo 2.552 stanovnika.